# モルドバ工科大学
モルドバ工科大学 (UTM; ルーマニア語: Universitatea Tehnică a Moldovei ) はモルドバのキシナウに位置している高度工学教育機関である。国内で唯一、国からの認定を受けている機関である。

## 歴史
モルドバ工科大学は1964年にモルドバ国立大学から移行された工学と経済学を専門とする教育機関として、The Polytechnic Institute of Chișinăuの名で設立された。同大学は5学部、学生数5,140人、教員数278人でスタートした。電気技術、機械、技術、建設、経済の5学部で、学生数は5,140人、教員数は278人であった。1964年以来、同大学は大きく成長し、6万6000人の専門家を輩出し、重要な教育、科学、文化センターになった。
 2022年7月15日、モルドバ工科大学が製作したモルドバ初の人工衛星TUMnanoSATが宇宙に打ち上げられた。 
2022年にはモルドバ国立農業大学と併合した。。

## 学部
同大学では、以下の11学部において、約80の専門分野や専門科目のコースを提供している
- 電子工学と電気通信工学
- エネルギーおよび電気工学
- コンピュータ、情報学およびマイクロエレクトロニクス
- 機械工学および輸送工学
- 食品技術
- 建築と都市計画
- 建設、測地学と地籍
- 経済工学およびビジネス
- デザイン
- 農業、林業および環境科学
- 獣医学